# Схолии
Схо́лии (из греч. σχόλιον первоначально «школьный комментарий» от греч. σχολή «досуг, школа») — небольшие комментарии на полях (маргинальные схолии) или между строк (интерлинеарные схолии) античной или средневековой рукописи. В единственном числе такой комментарий называют «схолий», а часто используемая форма «схолия» может считаться солецизмом. Создателя схолиев называют «схолиастом»; мы обычно не знаем его имени. Краткое пояснение, сводящееся к уточнению значения слова или к указанию синонима, называют не схолием, а глоссой. Граница между обоими понятиями не может быть чётко проведена.
Схолии представляют собой древнейшую форму античного комментария к литературным произведениям и направлены прежде всего на разъяснение мест текста, которые показались схолиасту трудными или заслуживающими дополнительных объяснений. Обычно схолии посвящены грамматическим, мифологическим, географическим, текстологическим вопросам, но встречаются и комментарии самого разнообразного содержания. Схолии — важный источник различной информации об античности, в том числе цитат из несохранившихся сочинений, которые были слишком велики для копирования, но казались полезным материалом для выписок.
В силу характера текста схолии обычно не переводят на современные языки, поэтому они практически неизвестны широкому читателю.
Часто схолии представляют собой сокращенную компиляцию из нескольких сочинений. Таковы знаменитые схолии к «Илиаде» Гомера в рукописи Venetus A из библиотеки святого Марка. В них содержатся фрагменты из сочинений четырех античных грамматиков Дидима, Аристоника, Геродиана и Никанора, а также объяснения смысла слов и другие пояснения к тексту. В этих схолиях содержится множество чтений александрийских филологов Зенодота, Аристофана Византийского и Аристарха, о деятельности которых мы почти ничего не знаем из других источников.
Также важны схолии к Гесиоду, Пиндару, Аристофану и Аполлонию Родосскому. Среди латинских текстов этого типа можно выделить схолии Сервия к Вергилию, Псевдо-Акрона и Порфирия к Горацию, Доната к Теренцию.

## Другие значения
- Журнал по классической филологии: Scholia; Scholia reviews